# Неофольклоризм
Неофольклори́зм — европейское направление в классической музыке 1-й трети XX века, для которого характерна ориентация на народную музыку: фольклор цитировался и развивался с помощью технико-стилевых приёмов профессиональной классической музыки. Неофольклоризм развивался параллельно с неоклассицизмом и использовал приёмы, отличные от ортодоксального фольклоризма XIX века (представленного, например, «Могучей кучкой»). Первые представители (и теоретики) неофольклоризма — Бела Барток, Игорь Стравинский, Мануэль де Фалья.
Для музыки неофольклоризма характерна концентрация тех или иных особенностей фольклора, например нерегулярный метр («Байка» Стравинского), «сгущение» ладоинтонационных особенностей фольклора народов, музыкальное мышление которых отличается от классической европейской традиции (например «15 венгерских танцев», «2 румынских танца», арабский фольклор в 3-й части фортепианной сюиты ор. 14 Бартока). Ряду произведений свойственны активность, энергичность ритмики («Allegro bаrbarо» Бартока, 1911; «Весна священная» Стравинского, 1913), преобразование свойственных фольклору принципов формообразования. В музыкальных произведениях этого направления, помимо воспроизведения внешней красочности народной жизни («Провансальская сюита» Мийо), получают обобщенное воплощение национальный характер («7 испанских песен» де Фалья), речь, мышление («Свадебка» Стравинского, «Енуфа» Яначека) и этика («Венгерский псалом» Кодая).
Начиная со второй половины 1950-х годов неофольклоризм (под названием «новая фольклорная волна») развивался такими советскими композиторами, как Вельо Тормис, Георгий Свиридов, Валерий Гаврилин, Родион Щедрин, Роман Леденёв, Юрий Буцко, Сергей Слонимский и другие. Представители этого направления ещё более основательно, чем неофольклористы довоенного периода, изучали народную музыку: они ценили даже так называемые неточности народного исполнения и стремились к максимальному сближению профессиональной музыки с народной. Паралелльно с ростом интереса композиторов к народному искусству в СССР наблюдался рост числа студенческих и иных непрофессиональных фольклорных коллективов. Подобный феномен «хождения в народ» имел параллели в других видах советского искусства («суровый стиль» живописи, «деревенская проза» и т. п.).